# فومینو کیمورا
فومینو کیمورا (انگلیسی: Fumino Kimura؛ زادهٔ ۱۹ اکتبر ۱۹۸۷) هنرپیشه اهل ژاپن است.